# アルフレート・プリングスハイム
アルフレート・プリングスハイム (Alfred Pringsheim、1859年9月2日 - 1941年6月25日) は、ドイツの数学者で、芸術のパトロンである。彼は作家でノーベル賞受賞者であるトーマス・マンの、義理の父親である。愛称オーファイ (Ofey)。

## 家族と学業

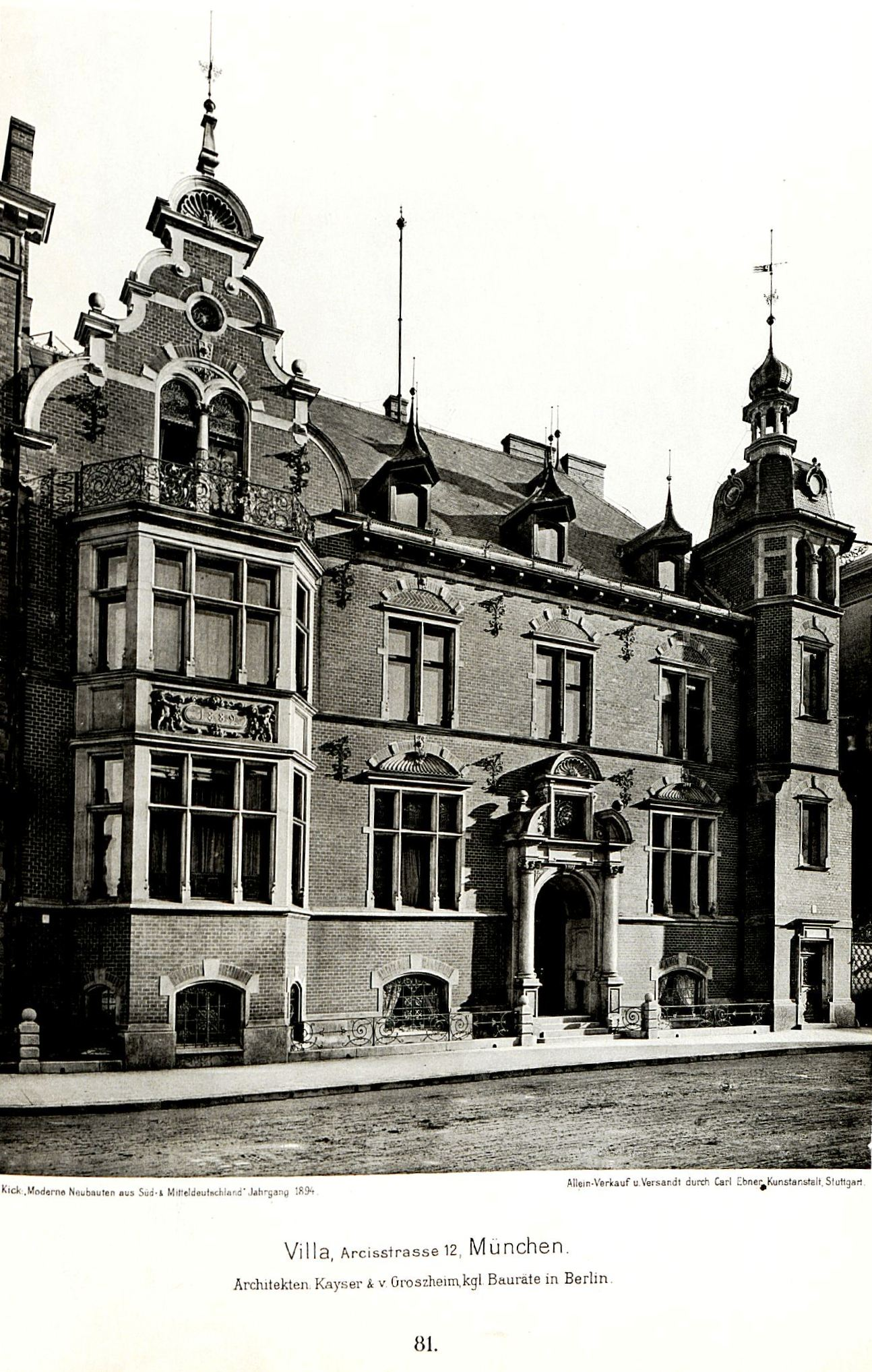
彼は1889年にミュンヘンのアルチス通り12番地の「プリングスハイム宮殿」に引っ越した。

プリングスハイムはシレジア州オーラウ (現在のポーランド、オワヴァ) で生まれた。かれはシレジアのかなり裕福なユダヤ系の家の出身だった。上シレジアの鉄道事業者で鉱山主であるルードルフ・プリングスハイム (1821–1901) の長男として生まれ、母はパウラ (1827–1909) で旧姓はドイッチュマンだった。妹にマルタがいた。
プリングスハイムはブレスラウのマリア・マグダレーナ・ギムナジウムに通い、音楽と数学が得意だった。1868年からベルリンで数学と物理学を学び、ハイデルベルクのルプレヒト・カール大学に進んだ。1872年にレオ・ケーニヒスベルガーのもとで数学の博士号を取得した。1875年に両親の住むベルリンから、大学教授資格を得るためにミュンヘンへ移った。2年後に彼は、ミュンヘンのルートヴィヒ・マクシミリアン大学の講師となった。
1886年にプリングスハイムはそこで数学の助教授となり、1901年には教授となった。1922年に名誉教授となり引退した。1898年にバイエルン科学アカデミーの会員に推挙され、1938年まで所属し、ゲッティンゲン科学アカデミーの準会員でもあった。彼はドイツで最も古い自然科学アカデミーである、ドイツ自然科学アカデミー・レオポルディーナの会員にも選ばれていた。
プリングスハイムは自身について、ドイツ市民であり、「モザイク信者」 (保守派あるいは正統派ユダヤ人の意味) ではないとしていた。彼は洗礼を受けるのを何度も拒否した。
1878年にプリングスハイムはベルリンの女優ゲルトルード・ヘードヴィヒ・アンナ・ドーム (1855-1942) と結婚したが、彼女の母親は女性の権利擁護者のヘードヴィヒ・ドーム (1831-1919) であった。彼らの子どもは5人で、エーリク (1879年生)、ペーター (1881年生)、ハインツ (1882年生)、そして1883年生まれの双子、クラウスと、カーチャとして知られるカテリーナだった。長男のエーリクは、放蕩とギャンブルの借金のためアルゼンチンへ追放され、その地で早世した。息子のペーターとクラウスは学問の道を受け継ぎ、それぞれ物理学と音楽の教授となった。音楽家は一家にひとりで十分だったので、三男ハインツは考古学の博士号をとったが転身し、ベルリンとミュンヘンで著名な指揮者、音楽評論家として活躍した。娘のカーチャは、ミュンヘンで最初の大学入学資格を得、ミュンヘン大学の学生になったひとりだった。彼女は後に、作家でノーベル賞受賞者トーマス・マンの妻となった。
1889年にプリングスハイムと家族は、アルチス通り12番地のネオルネッサンス建築の邸宅に移ったが、それはベルリンの建築家カイザー＆フォン・グロースハイムのデザインで、インテリアはJ.ワッチャーの家具、そしてミュンヘンのO.フィッシャー家具店のものが使われていた。主要な社交の夜には、ミュンヘンのエリートたちはプリングスハイム宮殿と呼ばれるこの家でもてなされた。同じような政治信条のロマン派の画家ハンス・トーマの絵が、音楽室に飾られた。
数学のかたわら、プリングスハイムは若いころから音楽にも熱心で、リヒャルト・ワーグナーの数々の作品をピアノに編曲した。
後に彼は美術理論と歴史に興味を持ち、マヨリカ焼きの陶器と銀器の重要なコレクションを築いた。彼は440点にのぼるドイツで最大かつ最重要なマヨリカ焼きコレクターであった。またエナメル、ステンドグラスのパネル、タペストリー、そしてフランツ・フォン・レンバッハの絵画も収集した。彼のコレクションを讃えて、皇帝ヴィルヘルム2世は彼に勲二等宝冠章を授与した。
小説『大公殿下』の中で、トーマス・マンは義父のことをサミュエル・スペールマンという人物として描いている。

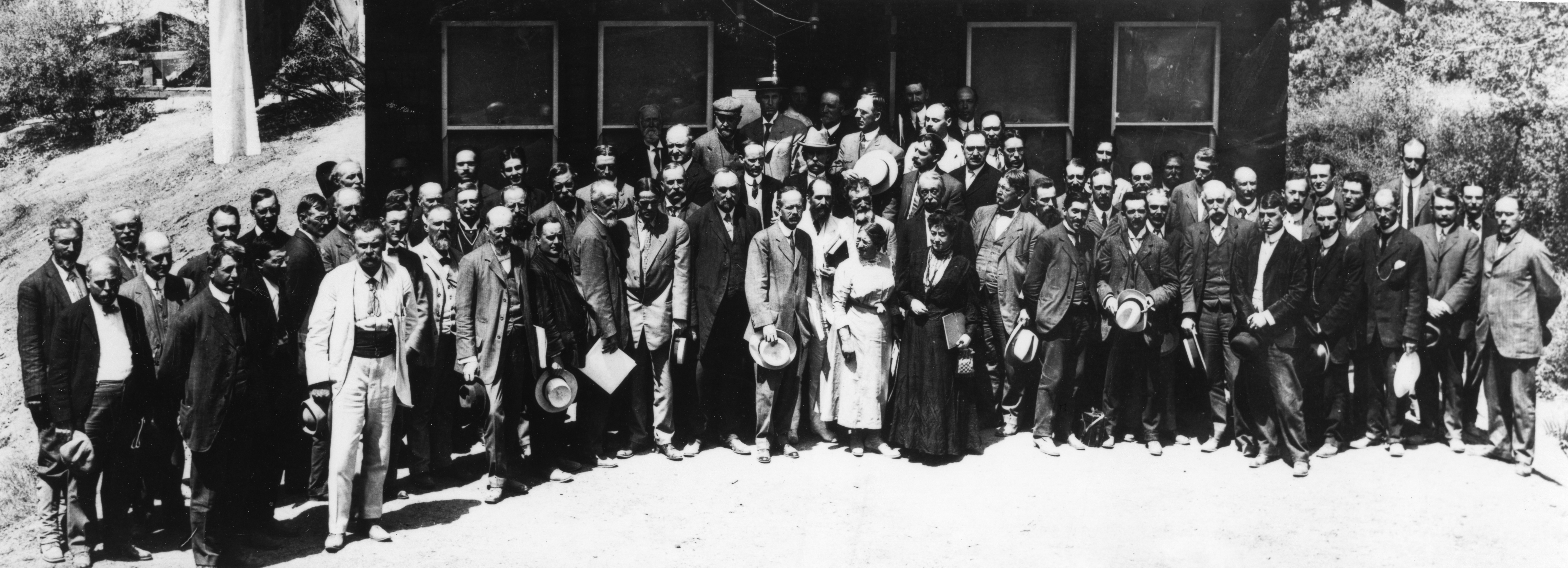
1910年ウィルソン山天文台で開催の第4回国際太陽研究協力連合会議でのプリングスハイム

## ワーグナー家との交流
プリングスハイムは早くから音楽に深い関心を示し、特にリヒャルト・ワーグナーの作品に傾倒していた。彼はワーグナーと個人的に手紙をやりとりし、スイスへ亡命した時もワーグナーの手紙を携えていた。彼の音楽的関心によりワーグナーのいくつかの作品の編曲を行い、また音楽に関するいくつかの著作もあった。
ワーグナーとの彼の関係は深くなり、彼を経済的に支援し、バイロイト音楽祭も支援した。そのため彼は感謝のしるしとしてパトロンの証明書を受け、公演の際の席を提供された。このワーグナーへの交友関係については、孫のエーリカ・マンが、プリングスハイム博士は誰かがワーグナーを攻撃した時に決闘にまきこまれるほどだった、と書いている。

## 資産状況
一族の財産でプリングスハイムは資産家だった。彼はまた大学から正教授として十分な給与を受けていた。一家の長が亡くなった後の1913年、彼の資産は1300万マルクで、年収は80万マルクだった。それは今日の1050万ユーロと、64万6千ユーロに当たる。
プリングスハイムの財政は第一次世界大戦から悪化し始めた。「ドイツ愛国者」として彼は戦争債権を買い、それは戦後に紙くずとなり、彼は資産の大部分を失った。1923年と1924年の異常なインフレは、それに輪をかけた。その結果、彼は美術コレクションの一部を売却したが、それにはおそらくハンス・トーマの作品も含まれていた。彼は皮肉を込めて「私は壁から口へと生きている」と言った。彼はまた貴重な数学書コレクションも売りに出し、それには16世紀の書籍も含まれていた。オークション目録は今もバイエルン州立図書館に保存されている。

## ナチスの迫害
ナチスが権力を握った1933年から、プリングスハイムはユダヤ人のために迫害を受けた。1933年にナチスはプリングスハイム宮殿を接収した。1934年、彼はヒットラーのナチス政権への忠誠宣誓を拒否した。プリングスハイムのパスポートは1937年初頭にナチス当局に取り消された。
主に彼の年齢 (彼は80代半ばだった) により、海外へ行こうとせず、家族のほとんども、ドイツに残った。ナチスの多くの反ユダヤ主義の法律のひとつである改名条例は、1938年1月1日に施行されたが、それにより87歳にして彼はアルフレート・イスラエル・プリングスハイムと法的に改名させられた。最初、彼は国を離れることが許されなかった。ヴィニフレート・ワーグナーは年配のワーグナーファンを、この時は救うことができなかった。ミュンヘン大学の学長、ルドルフ・ヘスの友人であった以前の隣人カール・ハウスホーファー、アルフレートのかつての教え子数学者オスカー・ペロン教授らの仲介で、ナチス親衛隊の手配により、最後の段階でパスポートが準備され、アルフレートと妻は1939年10月31日、さらなる屈辱の後にスイスのチューリッヒへ逃れることができた。チューリッヒ近郊にはトーマス・マン一家が既に亡命していて、プリングスハイム夫妻は以前からその家を訪問していた。
1938年11月の水晶の夜の間、ナチス親衛隊はプリングスハイムのミュンヘンの家からマヨリカ焼きのコレクションを押収した。彼の世界的に有名なマヨリカ焼きコレクションは、移住許可と引き換えに、ナチスにより1939年にロンドンのサザビーズのオークションで強制的に売却された。彼の金細工のコレクションの運命については不明である。
プリングスハイムの邸宅は強制的にナチス党に売却された。それは取り壊され党司令部のビルが建った。1945年までナチスドイツ党の全党員のファイルが置かれた。今日ではミュンヘン大学美術史研究所の建物や、ミュンヘン州立古美術館の事務所となっている。
プリングスハイムは1941年6月25日にチューリヒで没した。彼の妻はスイスへ持参した全ての遺品を焼却したようだが、それにはリヒャルト・ワーグナーからの手紙も含まれていた。彼女は1年後に没した。

## 返還請求
プリングスハイムの相続人は、ナチスによって強制的に売却された美術品の家族への返却を求めている。クリスティーズによると、いくつかの作品は1953年に返還された。しかしながら他の情報源によれば、そのほかのものはドイツ政府との和解があったとされている。2008年にプリングスハイムの遺族は、ボイマンス・ヴァン・ベーニンゲン美術館財団に対し、コレクターのJ.N.バステートから受け入れた7つのマヨルカ焼きについて返還を求めている。絵画とその他の作品については、現在も調査中である。400点以上の美術品が、ドイツロストアート財団のロストアート・データベースに登録されている。

## 著作
- Entehrt. Ausgeplündert. Arisiert: Entrechtung und Enteignung der Juden 2005
- Daniel Bernoulli – Versuch einer neuen Theorie der Wertbestimmung von Glücksfällen, 1896
- Irrationalzahlen und Konvergenz unendlicher Prozesse, Leipzig 1898
- Über Wert und angeblichen Unwert der Mathematik – Address presented at a public meeting of the royal Bavarian Academy of Sciences, Munich, on the occasion of the 145th Endowment Day on 14 March 1904
- Uber Konvergenz und Funktionentheoretischen Charakter Gewisser Limitar-Periodischer Kettenbruche, Munich 1910
- Majolica, Leiden 1910
- Über den Taylorschen Lehrsatz für Funktionen einer reellen Veränderlichen, offprint of the Royal Academy of Sciences, 1913
- Majolikasammlung Alfred Pringsheim in München, Leiden 1914
- Vorlesungen über Zahlenlehre – first volume, part 2 (I.2) Unendliche Reihen mit Reellen Gliedern, Leipzig 1916
- Über singuläre Punkte gleichmässiger Konvergenz – presented on 6 December 1919 in Munich at the Bavarian Academy of Sciences (Minutes of the Bavarian Academy of Sciences, Mathematical-Physical Division; offprint 1919)
- Grundlagen der allgemeinen Funktionenlehre
- Vorlesungen über Funktionslehre. Erste Abteilung: Grundlagen der Theorie der analytischen Funktionen einer komplexen Veränderlichen, Leipzig and Berlin 1925
- Vorlesungen über Zahlen- und Funktionenlehre, 2 vol. (Bibliotheca Mathematica Teubneriana, volumes 28,29). Leipzig, 1916–1932
- Kritisch-historische Bemerkungen zur Funktionentheorie, Reprint 1986 ISBN 3-7696-4071-3

## 映画
- Frau Thomas Mann, film script and director: Birgit Kienzle, first broadcast: ARD, 9 August 2005
- マン家の人々：1世紀の小説（英語版）, film script: Horst Königstein（） and Heinrich Breloer, director: Heinrich Breloer, WDR 2001

## 関連文献
- Inge und Walter Jens: Auf der Suche nach dem verlorenen Sohn – Die Südamerika-Reise der Hedwig Pringsheim 1907/8. Rowohlt Verlag, Reinbek, 2006, ISBN 3-498-05304-3
- Lorenz Seelig: Die Münchner Sammlung Alfred Pringsheim – Versteigerung, Beschlagnahmung, Restitution. In: Entehrt. Ausgeplündert. Arisiert. Entrechtung und Enteignung der Juden, bearb. von Andrea Baresel-Brand (= Veröffentlichungen der Koordinierungsstelle für Kulturgutverluste, Bd. 3). Magdeburg 2005, pp. 265–290. ISBN 3-00-017002-2
- Inge und Walter Jens: Katias Mutter. Das außerordentliche Leben der Hedwig Pringsheim. Rowohlt. Reinbek, 2005. ISBN 3-498-03337-9
- Katia Mann: Meine ungeschriebenen Memoiren. Fischer TB. Frankfurt, 2000. ISBN 3-596-14673-9
- Inge und Walter Jens: Frau Thomas Mann. Das Leben der Katharina Pringsheim. Rowohlt. Reinbek, 2003. ISBN 3-498-03338-7
- Kirsten Jüngling/Brigitte Roßbeck: Katia Mann. Die Frau des Zauberers. Brigitte Propyläen. 2003. ISBN 3-549-07191-4